# Montcortès (Els Plans de Sió)
Montcortès es una entidad de población española del municipio de Els Plans de Sió, perteneciente a la provincia de Lérida, en la comunidad autónoma de Cataluña.

## Toponimia
El lugar puede aparecer referido con las grafías «Montcortès» y «Moncortés».

## Historia
Hacia mediados del siglo XIX, el lugar, por entonces perteneciente al ayuntamiento de Arañó, tenía contabilizada una población de veintiocho habitantes. Aparece descrito en el undécimo volumen del Diccionario geográfico-estadístico-histórico de España y sus posesiones de Ultramar de Pascual Madoz con las siguientes palabras:

MONCORTES: l. del distr. municipal de Arañó (2/3 leg.), en la prov. de Lérida (8), part. jud. de Cervera (1), dióc. de Seo de Urgel (17), aud. terr. y c. g. de Cataluña (Barcelona 15): sit. en un llano, donde reinan los vientos del S. y O.; clima templado. Se compone de 10 casas, un ant. cast.; igl. (Sta. Ana) aneja de la parr. de Cedó, cementerio contiguo á ella y una balsa inmediata al pueblo donde se recogen las aguas de lluvias para beber los vec. Confina el térm. por el N. Cedó; E. Cardosa; S. Caños y O. Arañó: el terreno es de secano é inferior calidad, con algun monte poblado de almendros, robles, encinas y pocos nogales: los caminos en regular estado dirigen á Cervera y Agramunt, y reciben en el primer punto la correspondencia por encargo mútuo que se hacen los vec. cuando pasan al mercado. prod.: trigo, centeno, cebada, vino y legumbres: cria ganado vacuno indispensable para la labranza, y caza de muchas perdices y pocos conejos. pobl.: 3 vec., 28 alm. riqueza imp.: 11,739 rs. contr.: el 14'48 por 100 de esta riqueza.
(Madoz, 1848, p. 485)

En la actualidad, pertenece al municipio de Els Plans de Sió. En 2022, la entidad singular de población tenía empadronados dieciséis habitantes y el núcleo de población, los mismos.

## Patrimonio
Hay en el lugar un castillo.